# Bolgár válság

Bulgária területi változásai 1878-ban a San Stefanó-i béke illetve a berlini konferencia rendelkezései során

A bolgár válság (bolgárul: Българска криза) a Balkánon 1885 és 1888 között lezajlott eseménysorozat megnevezése, mely hatással volt a nagyhatalmak közötti erőegyensúlyra és feszültséget eredményezett Ausztria-Magyarország és az Orosz Birodalom között. A bolgár válság az elhúzódó Balkán-válság egyik epizódja volt, melynek során az Oszmán Birodalom vazallus államai a függetlenségükért küzdöttek és ennek eredményeképpen nemzetállamok születtek. Ezt a folyamatot balkanizációnak nevezték.
A válság Kelet-Rumélia oszmán tartomány Bulgária általi annektálásával vette kezdetét 1885 szeptemberében, miután itt egy Bulgáriával való egyesülést követelő felkelés tört ki. Ez az annexió vezetett a szerb–bolgár háborúhoz még ebben az évben, amit 1886-ban az I. Sándor bolgár fejedelem elleni puccs, majd az Osztrák–Magyar Monarchiával baráti Szász–Coburg–Gotha–Koháry herceg I. Ferdinánd névvel való hatalomra lépése követett.
Európai összefüggésben a válság két nagyhatalom, Oroszország és Ausztria-Magyarország közötti konfliktus volt, mivel Bulgáriát Oroszország, Szerbiát pedig a Monarchia támogatta, így a két balkáni állam összecsapása helyettesítő háborúként értelmezhető. A válság megmutatta, hogy a Német Birodalom számára a három császár szövetsége nem megfelelő konstelláció. Otto von Bismarck német kancellár 1887-ben tető alá hozta az első földközi-tengeri egyezményt (ún. földközi-tengeri antantot), ami az ő közvetítésével jött létre. Bismarck a beállt új helyzethez az oroszokkal később viszontbiztosítási szerződésnek nevezett semlegességi egyezménnyel igazodott.
A „balkanizáció” során az Oszmán Birodalomtól függetlenségüket visszanyerő államok között instabil szövetségek jöttek létre, ami több háborúhoz, végül
pedig az első világháborúhoz vezetett.

## Előzmények

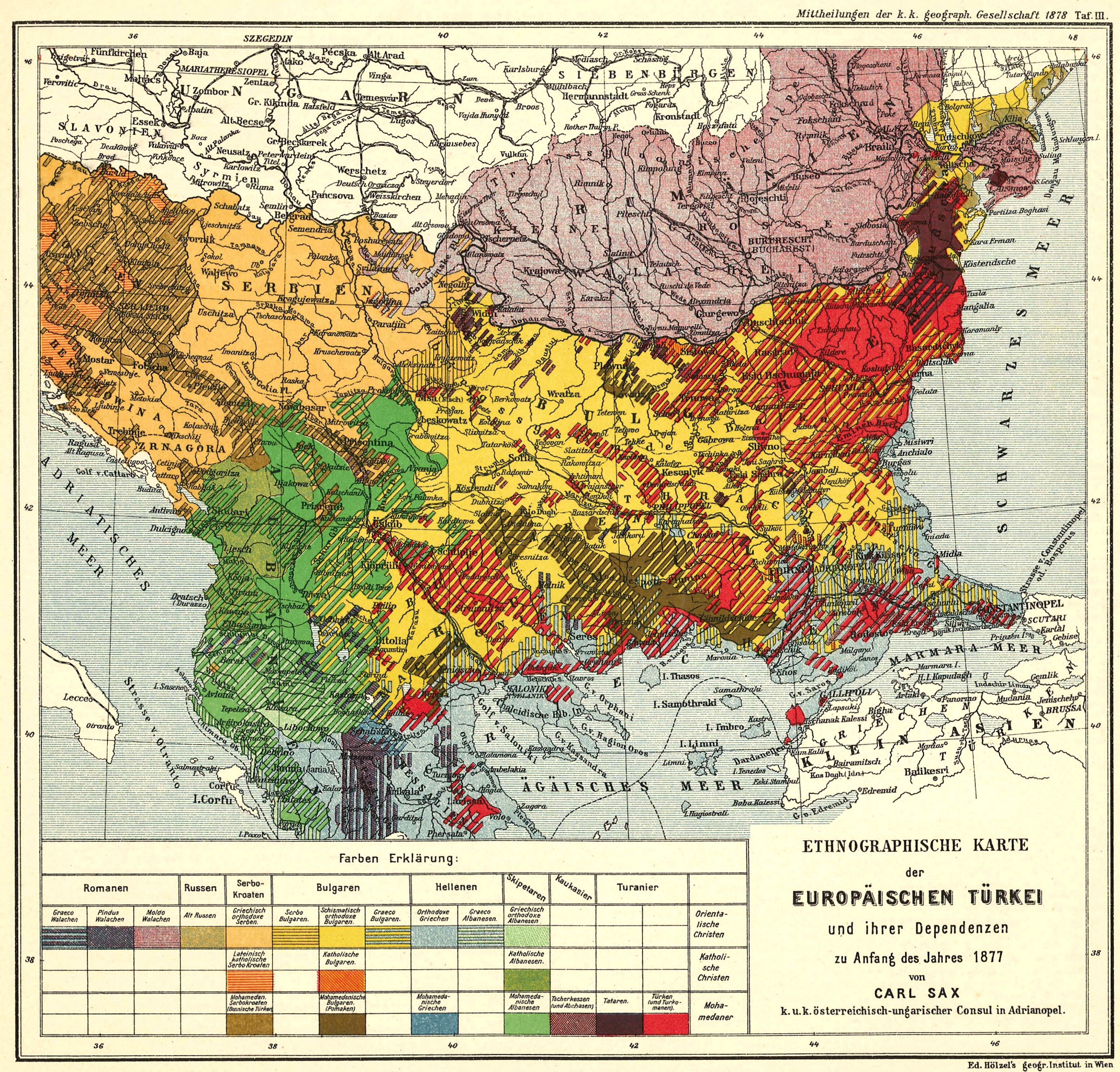
Az Oszmán Birodalom európai részének etnográfiai térképe 1877-ből

Az 1876–1877-es konstantinápolyi konferencia pontjainak török részről való visszautasítása az orosz−török háborúhoz (1877–1878) vezetett. A konfliktust a San Stefanó-i béke, majd a berlini szerződés zárta le 1878-ban, mely utóbbival létrejött a független Bolgár Fejedelemség. Az eredeti békeszerződést Oroszország San Stefanóban írta alá Törökországgal és ez Bulgáriának nagy területeket biztosított. Bulgária ebben megkapta mindazokat a területeket, melyeken a lakosságnak a bolgár ortodox egyházhoz tartozó tagjai többségben voltak. Ez ellentmondásban volt mind az 1876. július 8-ai reichstadti egyezménnyel, mind az 1877-es budapesti szerződéssel, amit 1877. január 15-én kötött Andrássy gróf, a Monarchia külügyminisztere, és az orosz követ, Jevgenyij Petrovics Novikov. Ezek a szerződések kötelezték Oroszországot arra, hogy győzelme esetén ne hozzon létre nagyobb területű szláv államokat, a Monarchiával pedig abban állapodott meg, hogy Bosznia-Hercegovina ügyében semlegességet tanúsítanak.
Az orosz befolyási övezet növekedése zavarta a többi balkáni államot és aktivizálta a többi nagyhatalmat, melyek előbb háborúval fenyegettek, majd Andrássy kezdeményezésére konferenciát hívtak össze Berlinben, hogy a San Stefanó-i béke rendelkezéseit felülírják. A szerződés nemzetközileg elismerte az Oszmán Birodalom korábbi vazallusai közül Romániát, Szerbiát és a Montenegrói Fejedelemséget független államokként. Emellett felosztotta „Nagy-Bulgária” államot azáltal, hogy északon létrehozta a Bolgár Fejedelemséget, délen pedig Makedóniát és az autonóm Kelet-Ruméliát, mely két terület visszakerült az Oszmán Birodalomhoz. Bosznia-Hercegovina közigazgatását a szerződés Ausztria-Magyarországnak adta. Ciprust Nagy-Britannia, Besszarábiát és Örményország egyes területeit Oroszország kapta meg. Niš környéke és a Déli-Morava völgyét Szerbiához, Dobrudzsa egy további része Romániához került. Az orosz–török háború idején oroszok által megszállt balkáni területek megszállási idejét két évről kilenc hónapra csökkentették.
A szerződés kevés dolgot rendezett, a nemzetiségi ellentétek továbbra is megmaradtak. A benne foglaltak megfeleltek Nagy-Britanniának és Ausztria-Magyarországnak, de csak az oroszok – illetve a Balkán lakosainak – kárára, ami újabb válsághoz vezetett. A Balkán területeinek felosztását Európában ezt követően a nagyhatalmak megegyezése által rendezendő kérdésnek tekintették. Ezek az események jelentős hatással bírtak a Németország és Oroszország közötti dinasztikus kapcsolatokra. A balkáni orosz befolyás és a pánszláv törekvések ellensúlyozására Németország és Ausztria-Magyarország 1879-ben létrehozta a kettős szövetséget (a Zweibundot).

## A bolgár egység és a szerb−bolgár háború

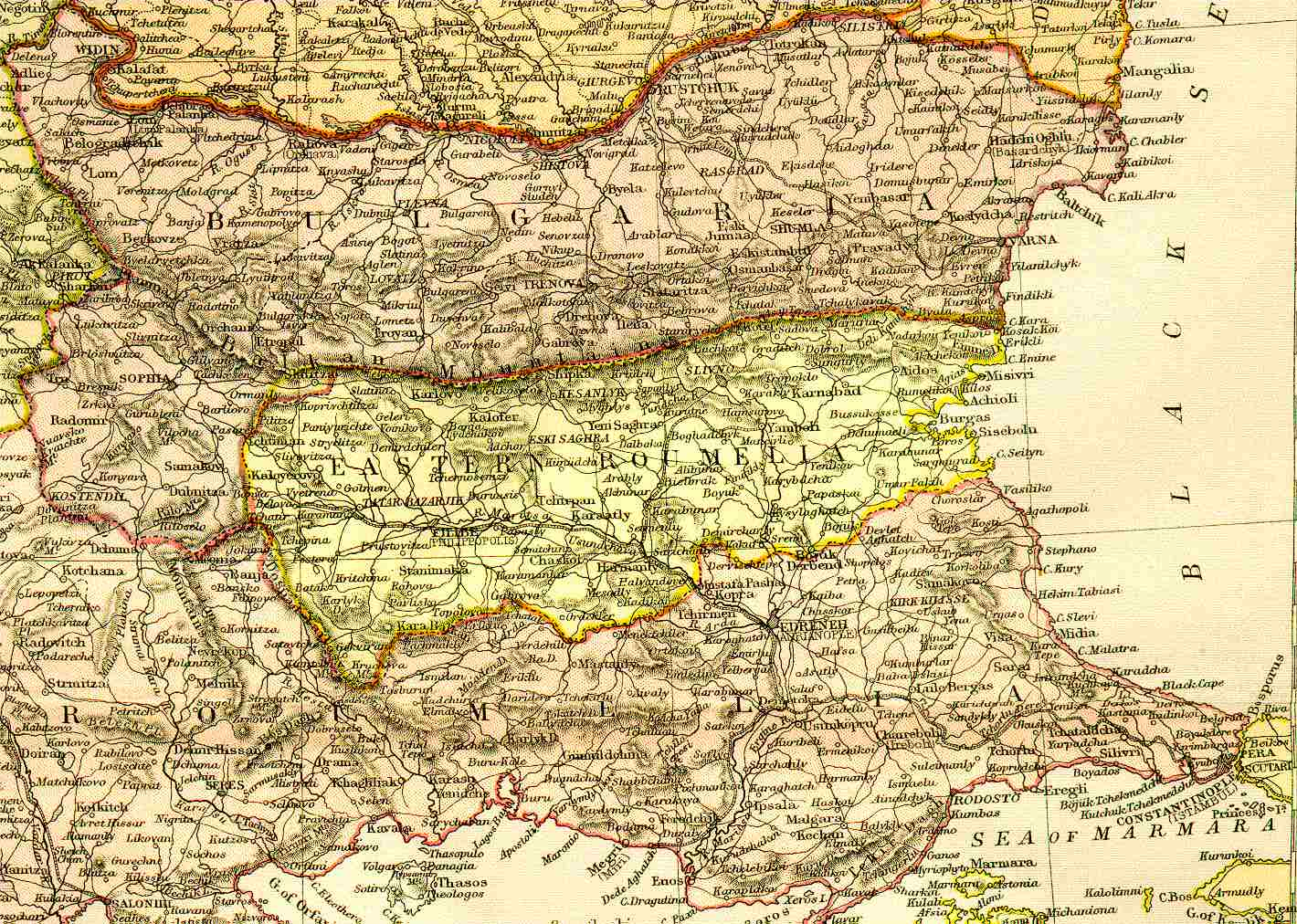
Bulgária és Rumélia 1882-ben

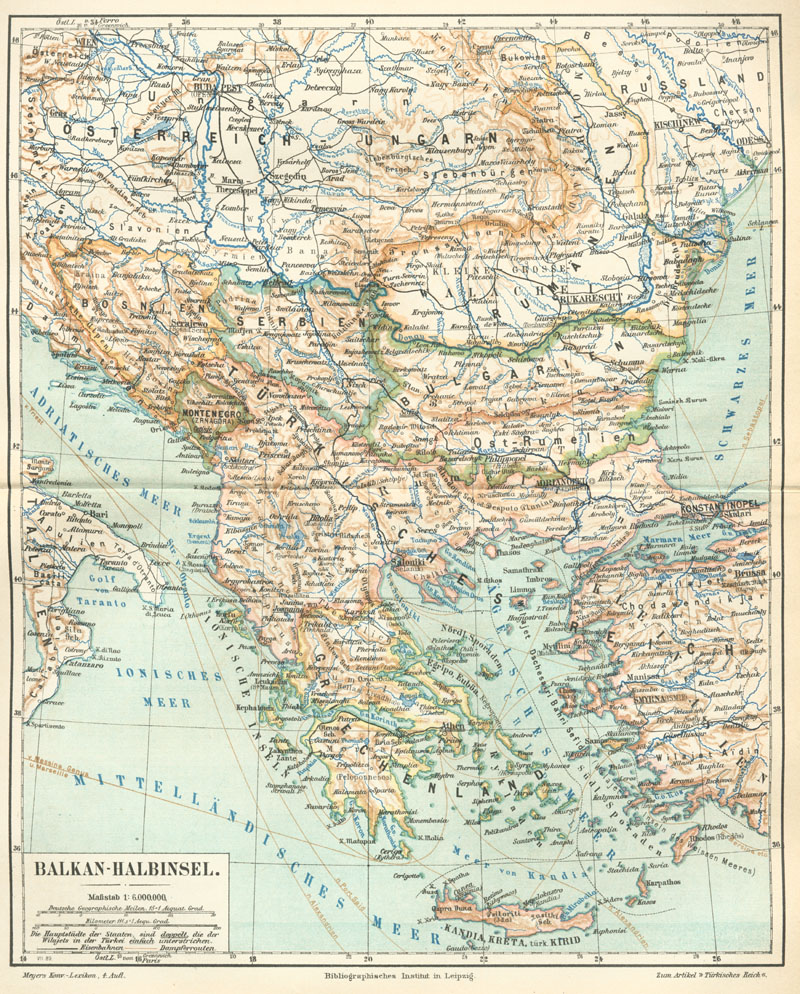
Bulgária 1888-ban, az egyesítés után

1885. szeptember 18-án az Oszmán Birodalomhoz tartozó Kelet-Rumélia tartományban bolgárok által támogatott lázadások törtek ki és államcsínyt hajtottak végre, melynek eredményeként a tartomány lakói deklarálták az egyesülésüket az 1878-ban ismét önálló állammá vált Bulgáriával. Ez a fejlemény sértette a berlini konferencián elfogadottakat. Az egyesülés nagy megrökönyödést váltott ki a nagyhatalmak körében, mivel megbontotta a folyamatosan instabilitást mutató Balkán hatalmi egyensúlyát és kockáztatta az Oszmán Birodalom megtorló intézkedéseit, illetve az orosz intervenciót Bulgária oldalán. III. Sándor orosz cár és a német születésű II. Sándor bolgár fejedelem közötti feszültség az oroszokat meghátrálásra kényszerítette, ami után a csapataikat is kivonták Bulgária területéről és egy Konstantinápolyban tartandó konferencia összehívása mellett foglaltak állást. A többi nagyhatalom pozitívan fogadta Oroszország váratlan lépését, Görögország és Szerbia azonban nem voltak ezzel elégedettek.
Szerbia titkos egyezséget kötött Ausztria-Magyarországgal 1881-ben, ami után a Bulgáriával közös határa mentén támasztott követelései kérdésében biztosan maga mögött tudta Bécs támogatását. A követeléseinek elutasítása után november 14-én Szerbia hadat üzent Bulgáriának, azonban november 28-ra
a bolgárok már győztesen kerültek ki a konfliktusból. Szerbia további megaláztatását Bécs közbelépése akadályozta meg. Egy I. Sándor elleni oroszbarát puccsal Ferenc József unokaöccse került hatalomra, a Monarchia seregében tiszti rangban szolgáló I. Ferdinánd. A fiatal bolgár állam kapcsolatai Oroszországgal ezzel megromlottak.

## Hatása a nagyhatalmakra
A Balkán eseményei „proxy” események voltak a támogatóik, Oroszország és Ausztria-Magyarország számára és felbomlasztották a három császár szövetségeként ismert laza szövetséget Németországa, a Monarchia és Oroszország között, amit 1881. június 18-án újítottak meg. A szövetség kölcsönös segítségnyújtást biztosított volna annak a félnek, melyet támadás ér, és jóindulatú semlegességet, ha az egyik fél egy szövetségen kívüli országgal konfliktusba keveredett volna. A megállapodás szerint minden balkáni lépést előre meg kellett konzultálniuk a feleknek, biztosította az orosz semlegességet, amennyiben Németország Franciaországgal került volna fegyveres konfliktusba, Oroszország pedig számíthatott a Monarchia és Németország semlegességére, amennyiben a török tengerszorosok miatt Nagy-Britanniával vagy az Oszmán Birodalommal a balkáni érdekkülönbségek miatt keveredett volna háborúba. A protokoll titkos volt és 1884-ben megújították. Többek között az alábbiakat tartalmazta:
„4. A három hatalom Bulgária és Kelet-Rumélia berlini szerződésben meghatározott határvonal alapján való esetleges egyesülése ellen nem lép fel, amennyiben a kérdést a körülmények így alakítanák.”
Mikor erre sor került, a helyzet már jóval bonyolultabbá vált. Battenberg Sándort 1879-ben Bulgária fejedelmévé tették meg nagybátyja, II. Sándor cár kérésének megfelelően. Sándor fejedelem kötelességének érezte a nacionalista mozgalom újraegyesítési törekvéseinek támogatását és az orosz követek és tanácsosok jelenléte ellenére Nagy-Britanniához közeledett, az Oroszországgal szembe helyezkedő Gladstone brit miniszterelnök pedig támogatója lett. Emiatt Oroszország visszavonta követeit és tanácsadóit Bulgáriából.
Újabb komplikációt jelentett I. Milán szerb király fellépése, aki a Monarchiával ápolt jó kapcsolatot, Oroszország egy másik riválisával a Balkánon. Milán területi kompenzációt akart Bulgáriától és miután ezt nem kapta meg, hadat üzent 1885-ben keleti szomszédjának. A bolgárok gyors vereséget mértek Szerbiára és hamar Belgrádig törtek előre, még mielőtt a Monarchia közbeléphetett volna. A háborút az 1886 márciusában megkötött bukaresti béke zárta le, mely helyreállította az eredeti állapotot. A nagyhatalmak és a török porta végül elfogadták Bulgária egyesülését a tophanei egyezményben 1886-ban. Oroszország azonban nem volt
elégedett és III. Sándor cár nem fogadta el Sándor fejedelmet a megnövekedett területű Bulgária uralkodójának. Egy oroszok által támogatott, oroszbarát katonatisztek által végrehajtott puccs lemondásra kényszerítette Sándor fejedelmet 1886. augusztus 9-én, ami után Oroszországba vonult emigrációba. Egy ellenpuccs Sándor visszatérését jelentette a bolgár trónra, aminek következtében Oroszország megszakította diplomáciai kapcsolatait
Bulgáriával.
Az egymás közötti háború kitörésétől tartó nagyhatalmak továbbra is egyezmények és szövetségek bonyolult rendszerével kezelték a helyzetet, melyek közül sok titokban egy harmadik fél lépéseinek elrettentésére és főként Bismarck kancellár utasítására köttetett meg. Ilyen volt a hármas szövetség 1882-ben – mely a kettős szövetséget bővítette ki Olaszország csatlakozásával – az 1887-es mediterrán egyezmények (Mittelmeerentente) és a viszontbiztosítási szerződés, szintén 1887-ben. Az 1879-es szerződés tartalmának nyilvánosságra hozatala meggyőzte Oroszországot arról, hogy Bulgária kérdésében meghátráljon. Ezután a háborútól való félelem eloszlott. Bismarck stratégiája leplezett volt, de sikeresnek bizonyult a háború elkerülésének tekintetében az ő hivatali ideje alatt. A sikeres válságkezelése azonban erősen függött a saját személyétől, így nem szolgált hosszú távú megoldásként.

## Események idővonala
- Három császár szövetsége 1873–1887
- Reichstadti egyezmény 1876
- Konstantinápolyi konferencia (1876–1877)
- Budapesti szerződés (1877)
- Orosz–török háború (1877–78)
- San Stefanó-i béke 1878
- Berlini kongresszus
- Berlini szerződés (1878)
- Kettős szövetség 1879
- Osztrák–magyar–szerb szövetség 1881
- Hármas szövetség (1882)
- Bolgár egység 1885
- Szerb–bolgár háború 1885
- Bukaresti szerződés (1886)
- Bolgár államcsíny 1886
- Tophanei egyezmény 1886
- Földközi-tengeri antant 1887
- Viszontbiztosítási szerződés 1887–1890

## Fordítás
- Ez a szócikk részben vagy egészben  a   Bulgarian Crisis (1885–1888) című angol Wikipédia-szócikk ezen változatának fordításán alapul.  Az eredeti cikk szerkesztőit annak laptörténete sorolja fel. Ez a jelzés csupán a megfogalmazás eredetét és a szerzői jogokat jelzi, nem szolgál a cikkben szereplő információk forrásmegjelöléseként.
- Ez a szócikk részben vagy egészben  a   Bulgarische Krise című német Wikipédia-szócikk ezen változatának fordításán alapul.  Az eredeti cikk szerkesztőit annak laptörténete sorolja fel. Ez a jelzés csupán a megfogalmazás eredetét és a szerzői jogokat jelzi, nem szolgál a cikkben szereplő információk forrásmegjelöléseként.